# Joachim Friedrich von Wreech
Joachim Friedrich von Wreech (* 22. November 1650 in der Neumark; † 9. April 1724 auf  Gut Kriening im Landkreis Soldin) war brandenburgischer General der Kavallerie.
Seine Eltern waren Joachim von Wreech (1605–1666) Direktor des Kreises Friedeberg und Katharina von Brandt (* 1630; † 14. September 1689). Er diente in der Armee des Großen Kurfürsten Friedrich Wilhelm von Brandenburg in den Kampagnen im Elsass und in Pommern und war als Kornett in der Schlacht bei Fehrbellin. Er war bei den Brandenburger Truppen während der Belagerung von Ofen (1684/1686). Als der Graf Dietrich von Dohna dort fiel, übernahm er das Kommando. So wurde er schon 1686 als Oberstleutnant Chef des damaligen Leib-Dragoner-Regiments (später Kürassier-Regiment Nr. 4) und wurde am 8. Dezember 1688 zum Oberst befördert. Am 6. April 1695 wurde er Generalmajor. 1701 ging er mit 10 bis 12 Schwadron Kavallerie nach Kleve und wurde dort der Generalleutnant Johann Siegmund von Heyden unterstellt. Am 5. Januar 1704 wurde er Gouverneur von Geldern und am 10. Februar 1704 Generalleutnant und am 23. Mai 1715 General der Kavallerie. Am 25. September 1704 wurde er auch noch Amtshauptmann von Kartzig und Himmelstedt.
Er starb 1724 den 9. April auf seinem Gut Kriening (polnisch Krzynki) in der Neumark.

## Familie
Er war seit 1682 mit Katharine Amalie von Weyher, einer Tochter des dänischen Feldmarschalls Adam von Weyher, verheiratet. Das Paar hatte einen Sohn Adam Friedrich (* 28. Mai 1689; † 27. August 1746) und 4 Töchter.
Die Tochter Maria Louise von Wreech (* 6. Juni 1685; † 2. November 1720) heiratete am 11. März 1703 den Generalleutnant Graf Bogislaw Bodo von Flemming (* 24. April 1671; † 14. Oktober 1732).
Sein Enkel Ludwig war Königlicher Kammerherr und Hofmarschall an dem Hofe des Prinzen Heinrich von Preußen und wurde am 2. Oktober 1786 in den Grafenstand erhoben.